# Pontos extremos da Romênia

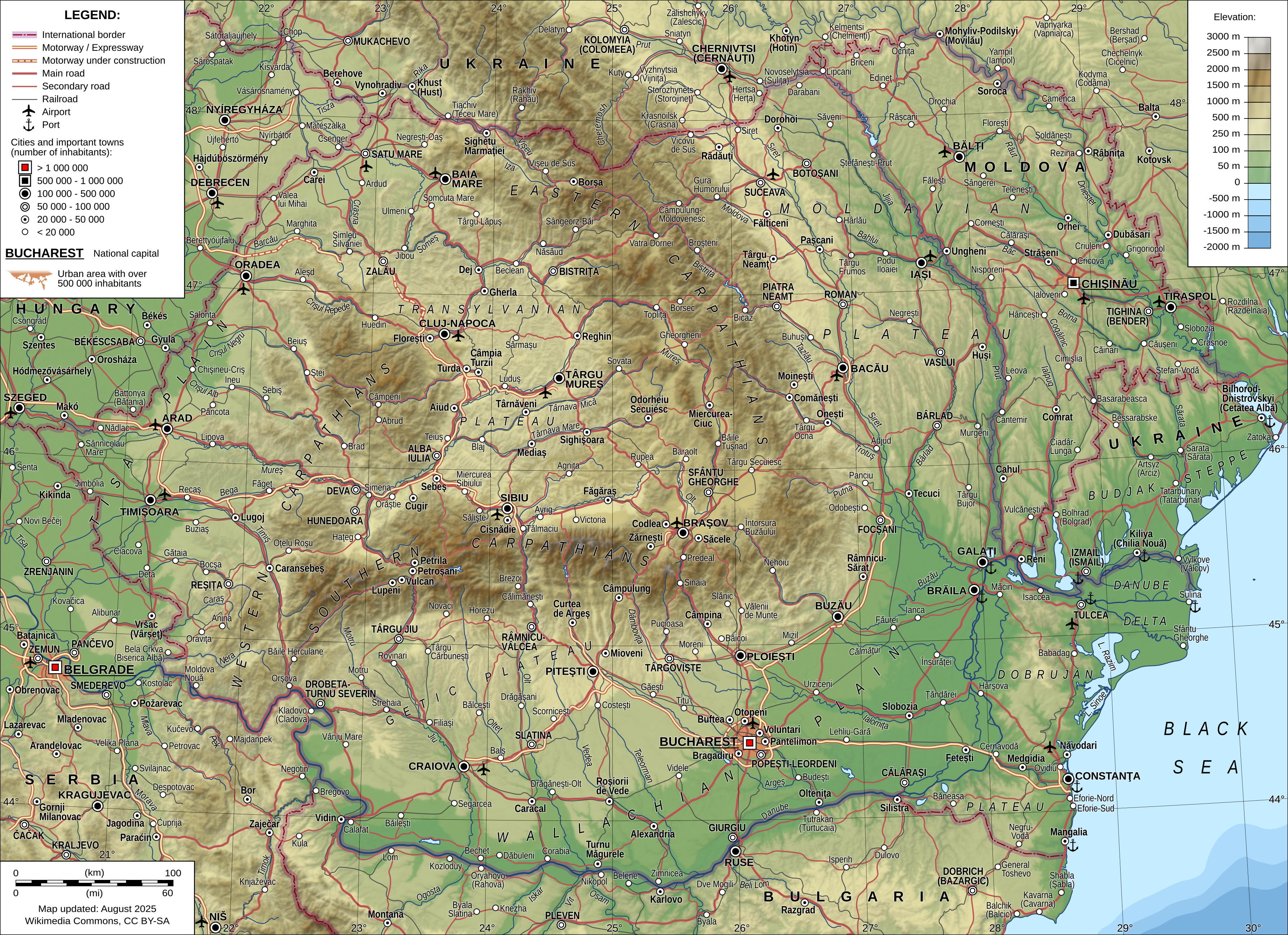
Mapa da Roménia

Esta é a lista dos pontos extremos da Romênia, os pontos mais a norte, sul, leste e oeste do território romeno.

## Coordenadas
- Ponto mais setentrional: Horodiştea, uma vila em Botoşani, na fronteira com a Ucrânia (48°15'N)
- Ponto mais meridional: Zimnicea, uma cidade em Teleorman, na fronteira com a Bulgária (43°40'N)
- Ponto mais ocidental: Beba Veche, uma vila em Timiş, na fronteira com a Hungria e com a Sérvia (20°19'E)
- Ponto mais oriental: Ilha Serpilor, Mar Negro (também o ponto oriental do território da União Europeia na Europa)

## Altitude
- Ponto mais baixo: Margem do Mar Negro (0 m)
- Ponto mais alto: Monte Moldoveanu, Montes Făgăraş, 2544 m